# Halloween

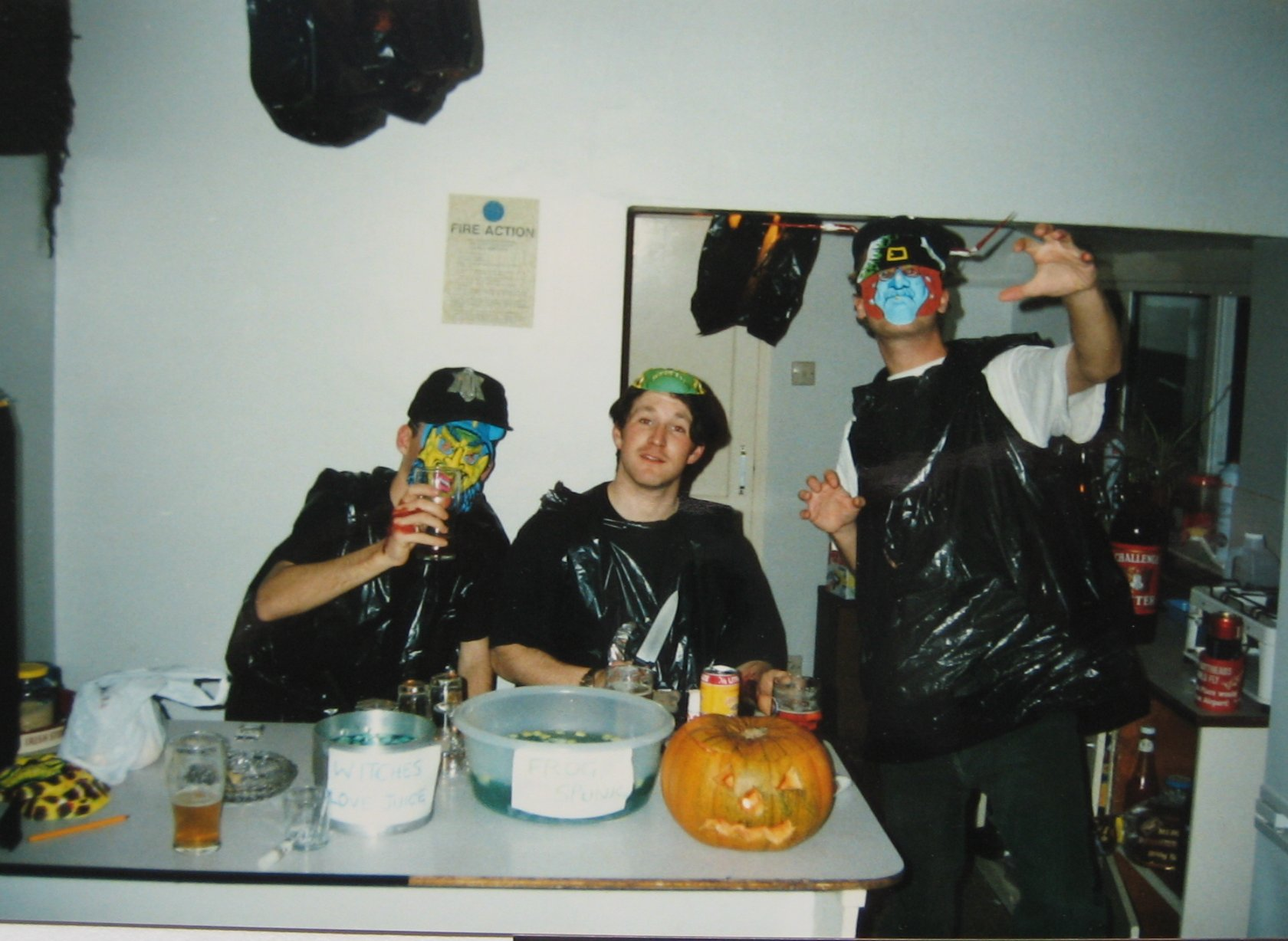
Een halloweenfeest in het Verenigd Koninkrijk

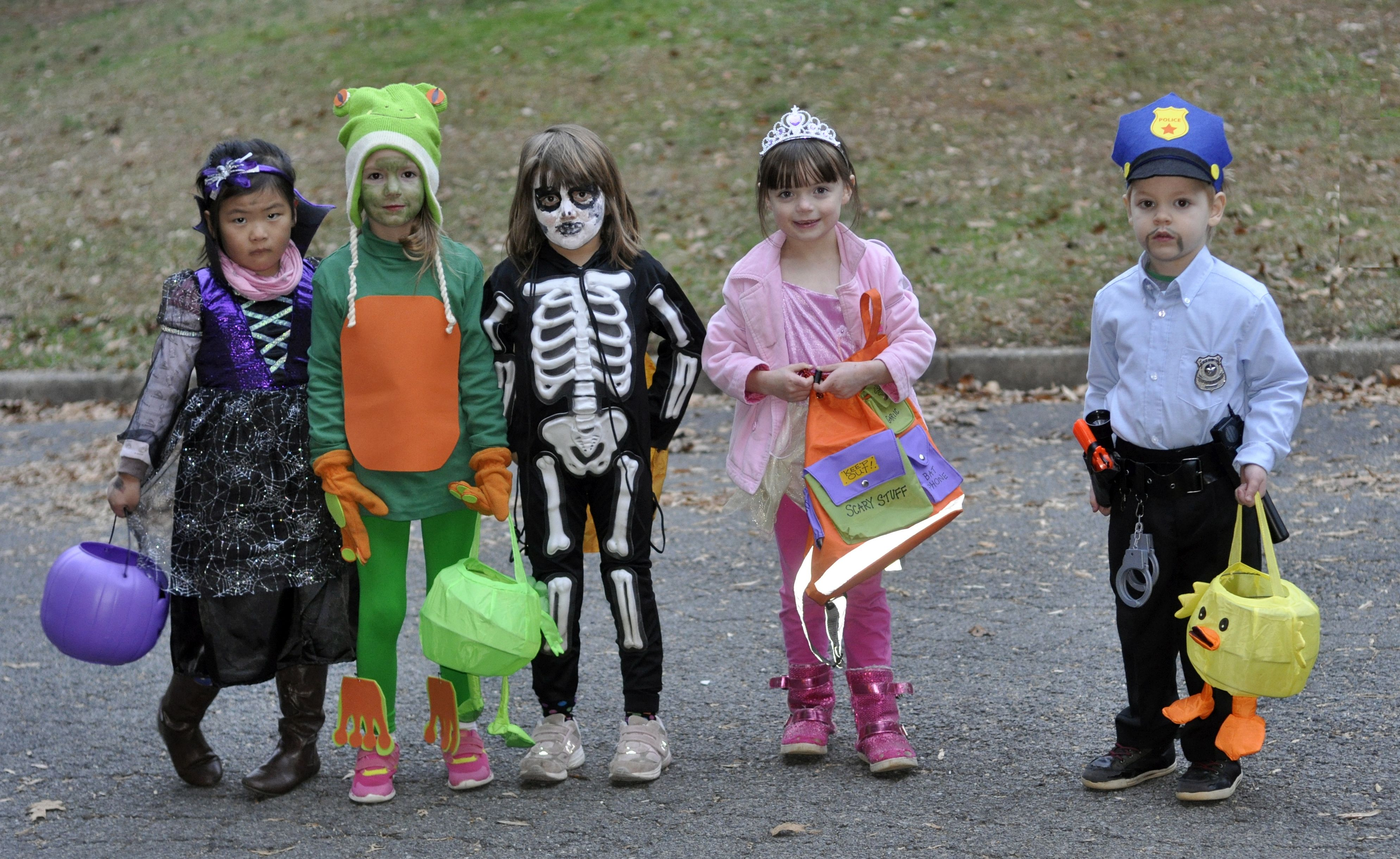
Kinderen tijdens de trick-or-treattocht in Virginia (VS)

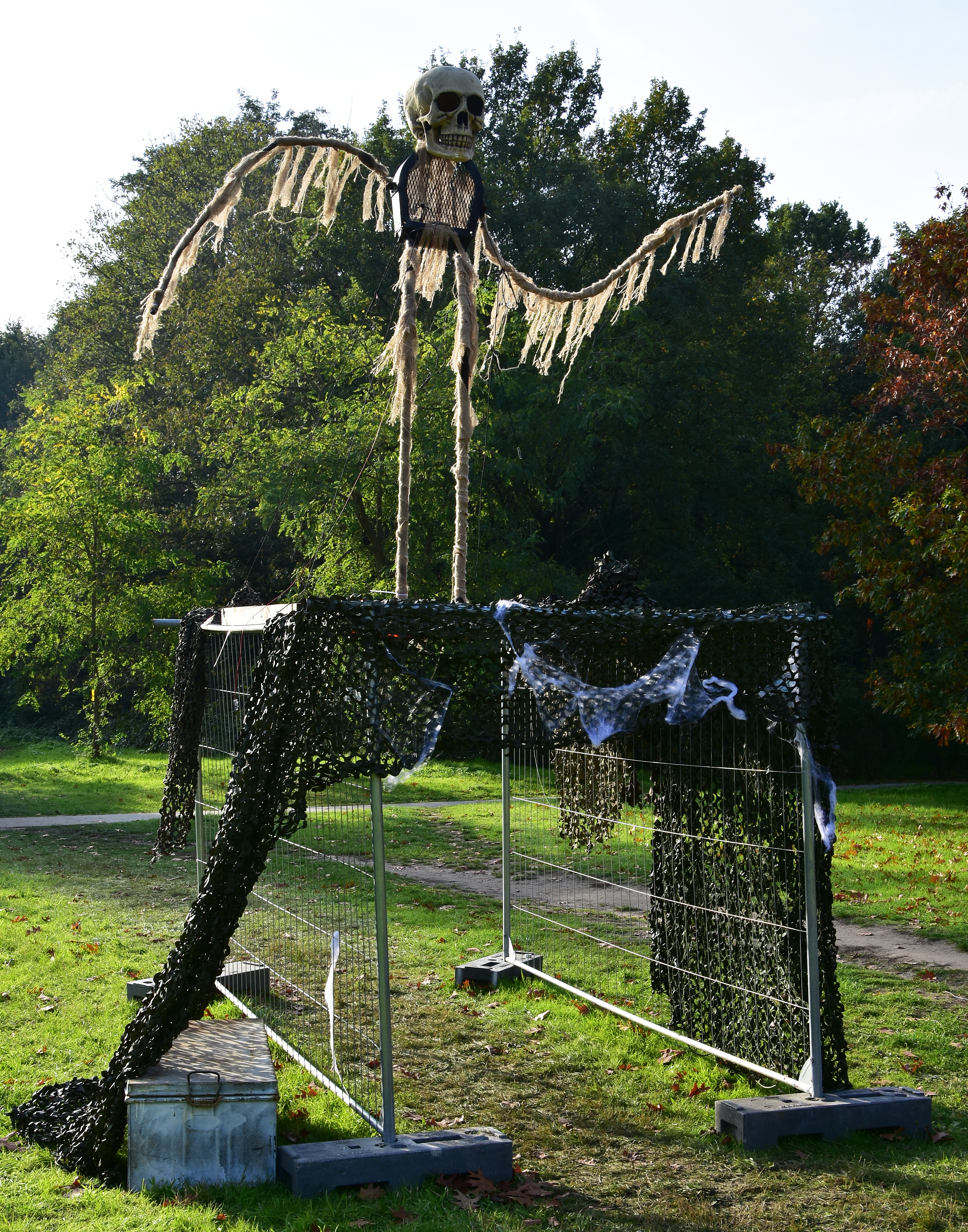
Halloween in Gentbrugge

Halloween is een feestdag die valt op 31 oktober. Traditioneel wordt Halloween vooral gevierd in Ierland, het Verenigd Koninkrijk, de Verenigde Staten, Aragón en Canada. Inmiddels heeft het feest ook sterk aan populariteit gewonnen in andere delen van de wereld, met name in Europa, Latijns-Amerika, Australië en Oost-Azië.
Op 31 oktober verkleden kinderen zich en als het donker wordt bellen of kloppen ze aan bij huizen in de buurt die versierd zijn met pompoenen en lichtjes. Als wordt opengedaan roepen ze trick or treat!, hetgeen inhoudt dat de keuze wordt gegeven tussen slachtoffer van een plagerijtje worden (trick) of iets lekkers (treat, meestal snoep) geven. De bewoners geven de kinderen dan snoepjes. Tieners, jongvolwassenen en tegenwoordig ook steeds meer mensen uit andere leeftijdsgroepen gaan verkleed en zo angstwekkend mogelijk geschminkt de straat op, ook vaak naar spontaan ontstane of georganiseerde Halloweenfeesten. Op tv en in bioscopen zijn rond Halloween vaak horrorfilms te zien.

## Geschiedenis
De naam "Halloween" is afgeleid van Hallow-e'en, oftewel All Hallows Eve (Allerheiligenavond), de avond voor Allerheiligen, 1 november.
In de Keltische kalender begon het jaar op 1 november, dus 31 oktober was oudejaarsavond. De oogst was dan binnen, het zaaigoed voor het volgende jaar lag klaar en dus was er even tijd voor een vrije dag, het Keltische Nieuwjaar of Samhain (uitspraak Saun, dat ook het Ierse woord is geworden voor de maand november). Er zijn geen aanwijzingen dat er aan dit feest aan het einde van de zomer bepaalde cultische of rituele gebruiken waren verbonden.
In de 9e eeuw vierden Frankische en Engelse christenen Allerheiligen op 1 november, terwijl men in Ierland Allerheiligen op 20 april vierde. In de loop van de tijd ontstonden er allerlei christelijke gewoontes. Op Allerzielen (2 november) gingen in lompen gehulde christenen in de dorpen rond en bedelden om zielencake (brood met krenten). Voor elk brood beloofden ze een gebed te zeggen voor de dode verwanten van de schenker, om op die manier zijn bevrijding uit de tijdelijke straffen van het vagevuur te versnellen en zodoende zijn opname in de hemel te bespoedigen. De trick-or-treattocht vindt wellicht daar zijn oorsprong.

## Halloween in de Verenigde Staten
In de Verenigde Staten maakte het feest vooral opgang in de tweede helft van de 19e eeuw, toen grote groepen Ierse en Schotse immigranten het land binnenkwamen. In de VS dook in deze tijd de bekende jack-o'-lantern op, een uitgeholde pompoen die op een gezicht lijkt. Wereldwijd is dit wellicht het bekendste symbool van Halloween geworden.

Gedurende een groot deel van de 20e eeuw was Halloween in de VS vooral een kinderfeest. Tijdens dit kinderfeest gaan de kinderen 's avonds (veelal onder begeleiding van een oudere) verkleed langs de deuren, waar ze vragen om een traktatie (treat). De bedoeling is om degene die opendoet een beetje bang te maken. Vaak heeft de bewoner snoep waaruit de kinderen kunnen kiezen in huis. De huizen die deelnemen, zijn herkenbaar door zichtbare halloweenversieringen, waaronder vooral uitgeholde pompoenen, waarin een brandende kaars of lamp is geplaatst, die in het donker voor een griezeleffect zorgt.
Deze traditie zou zijn voortgekomen uit het initiatief in 1914 van ene Elizabeth Krebs in Hiawatha (Kansas). Zij was het zat dat elk jaar haar tuin werd vernield door gemaskerde kinderen en organiseerde een gekostumeerde optocht met prijzen en muzikale begeleiding. De aldus ontstane traditie verbreide zich snel over het land. Vanaf de jaren 1980 werd Halloween steeds meer een feest voor volwassenen. Verkleedpartijen en het griezelaspect werden steeds belangrijker.

## Halloween in Nederland, België, Suriname en Bonaire
In Nederland en België wordt tegenwoordig steeds meer aandacht besteed aan het Halloweenfeest / Allerheiligenavond. Dit gebeurt ook daar meestal in de vorm van langs de deuren gaan en snoep ophalen, versieren van huizen en tuinen en halloweenfeesten. Veel basisscholen organiseren een trick-or-treat-tocht. In België en Nederland wordt Halloween ook gevierd in attractieparken als Walibi Holland, Avonturenpark Hellendoorn, Attractiepark Toverland en Bellewaerde Park. De Efteling opende in 2024 op Halloween de attractie Danse Macabre als opvolger van het Spookslot.
Uit onderzoek in 2018 bleek dat meer dan de helft van de Nederlandse bevolking Halloween vierde. Halloween bleek het minder goed te doen in de provincies Groningen, Drenthe, Zeeland en Utrecht. Het (van oorsprong rooms-katholieke) sint-maartensfeest op 11 november was en is daar belangrijker dan in de rest van Nederland. Op de avond van Sint Maarten gaan kinderen (van alle gezindten) met lampionnen en met speciale sint-maartensliedjes de deuren langs om snoep op te halen. Ook in sommige Belgische plaatsen wordt het sint-maartensfeest gevierd.
In Suriname wordt Halloween groot gevierd. In dit land is deze traditie uit de Verenigde Staten overgewaaid. Halloween is vooral onder de jeugd erg populair.
Op het eiland Bonaire komen alle kinderen van een dorp of stad bij elkaar, maar in plaats van langs de deuren van woningen te gaan, gaan ze bij winkels langs.

## Galerij

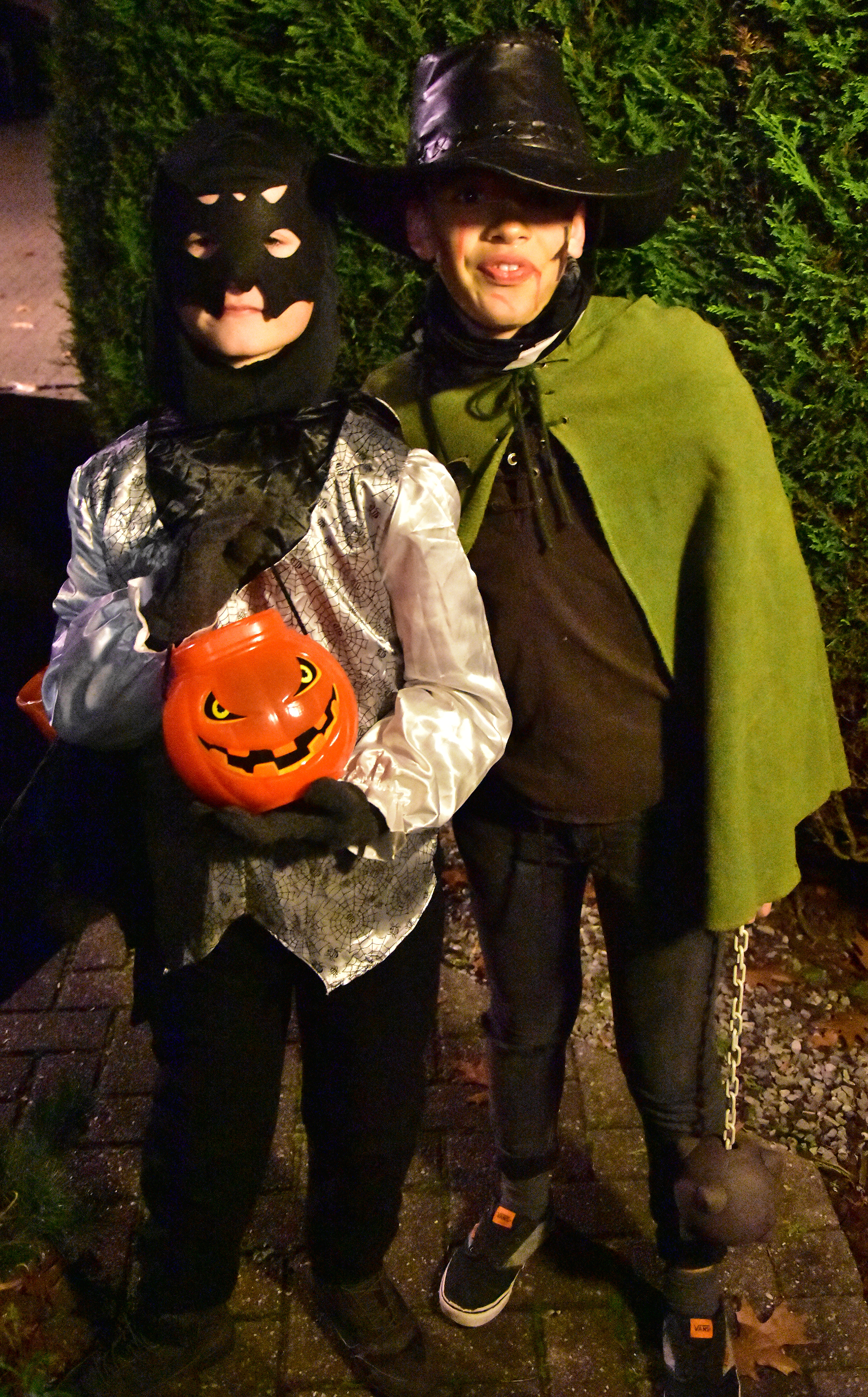
Halloween in Gentbrugge
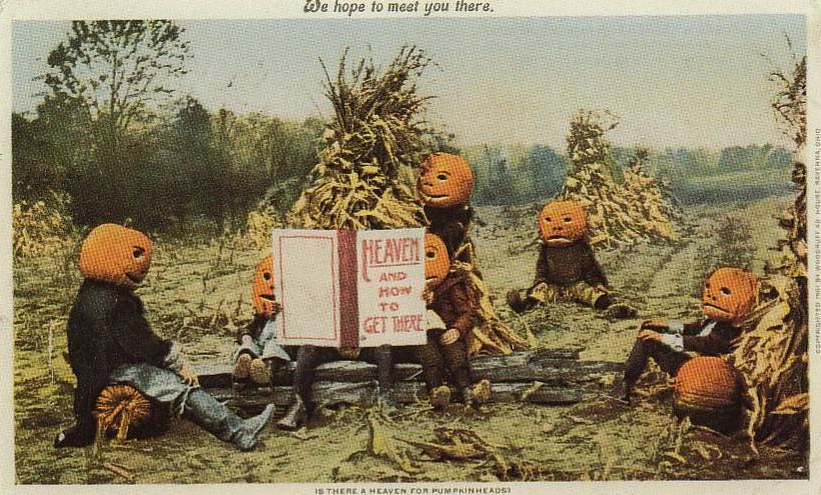
Pumpkinheads Heaven, 1901
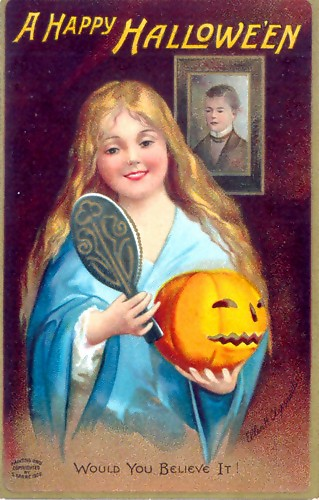
Een meisje ziet het gezicht van haar geliefde in de spiegel tijdens Halloween, zie ook spiegel in het bijgeloof
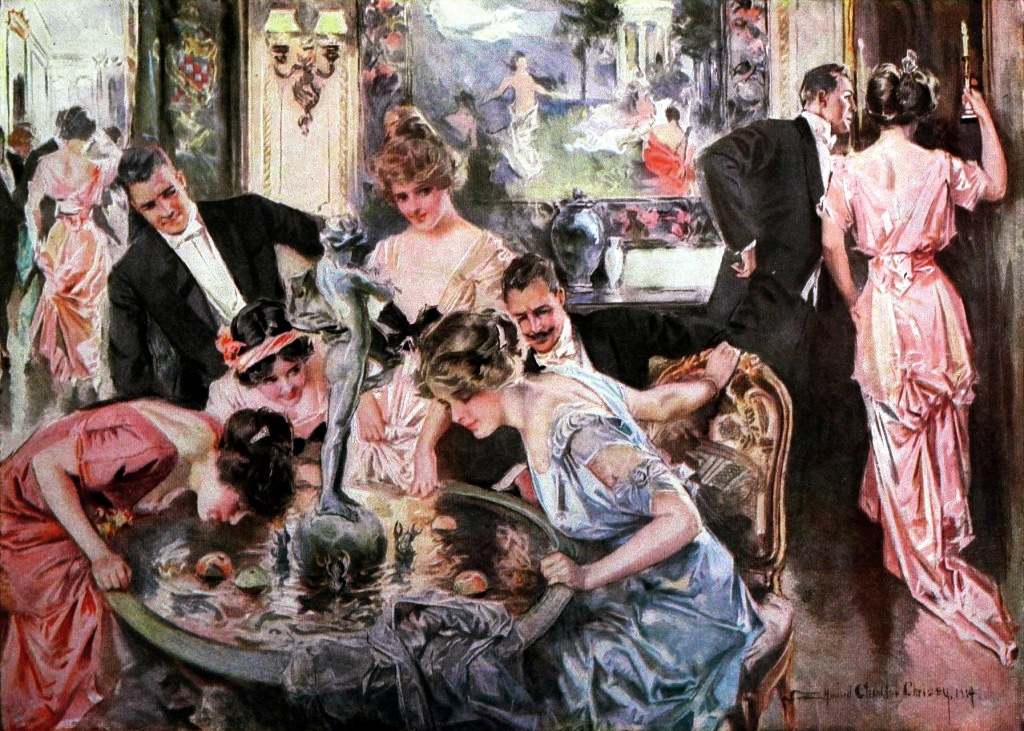
Halloween, Howard Chandler, 1915
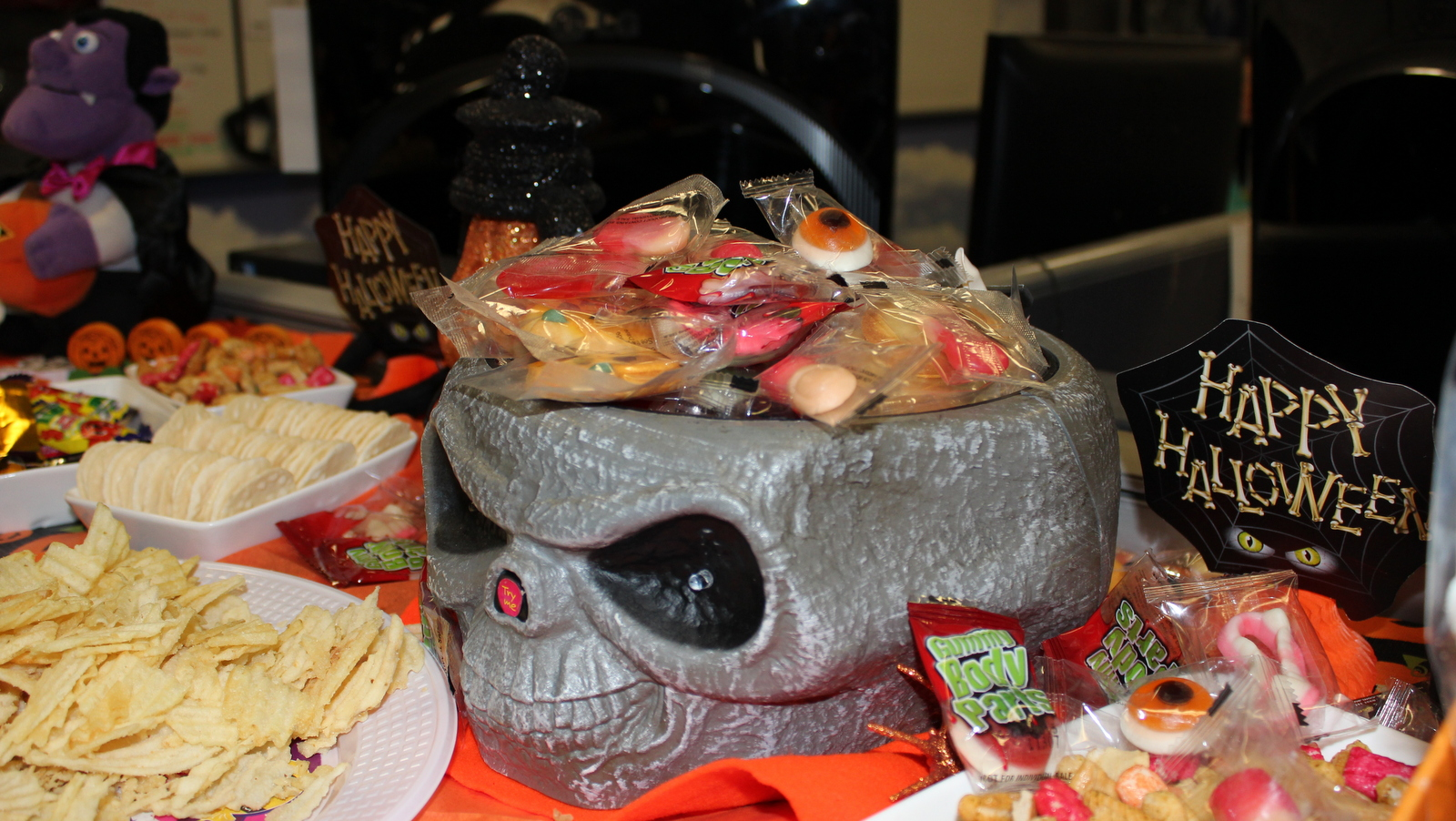
Halloween in Melbourne, Australië
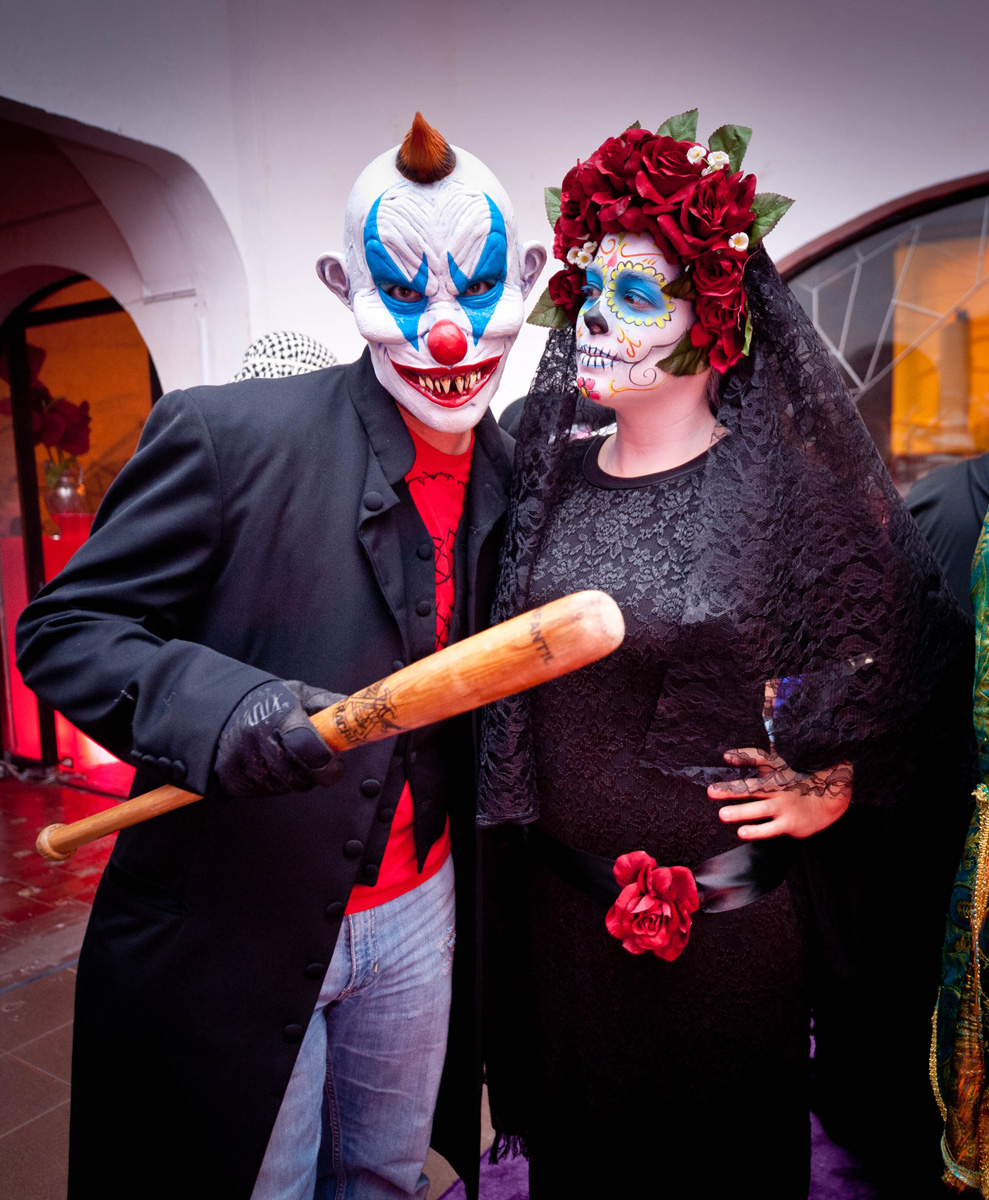
Beater Clown & La Catrina, Mexico